# Fuste (bateau)
Pour les articles homonymes, voir Fuste.

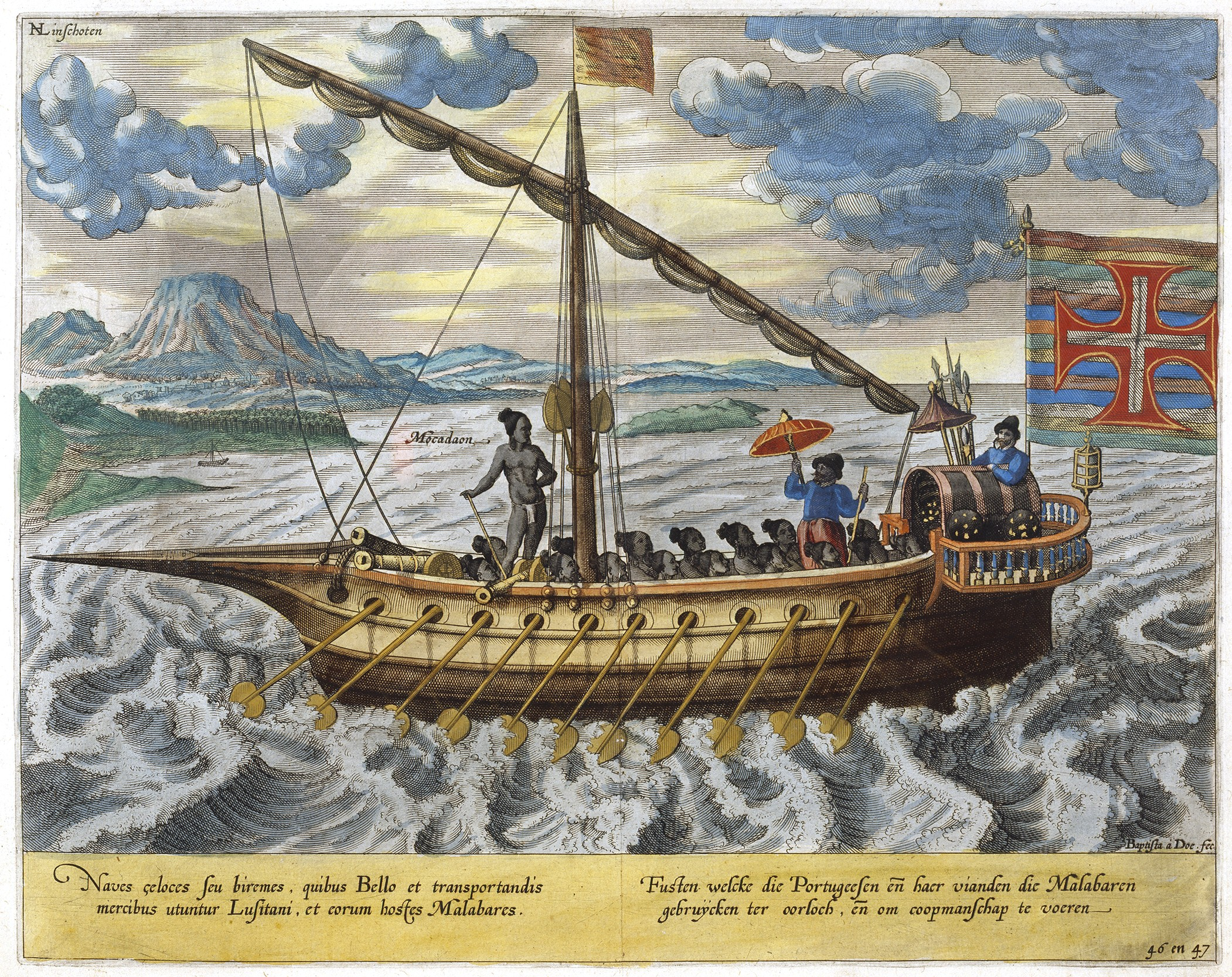
Fuste

La fuste (ou galiote) est un bâtiment à voiles et à rames et à faible tirant d'eau.
Elle fut utilisée pour la surveillance des côtes et le transport de courrier en Méditerranée, mais formait également la majeure partie des embarcations des corsaires méditerranéens, à l'image de Barberousse. De nombreuses fustes furent alignées par les Turcs lors de la bataille de Lépante.
Une des fustes les plus célèbres est celle de Diogo Botelho Pereira, qui lui permit de rallier le Portugal à partir de l'Inde en 1536.